# 日本のチェーンドラッグストア
日本のチェーンドラッグストア（にほんのチェーンドラッグストア）は、日本のチェーンドラッグストアの一覧記事。
「企業名〔ドラッグストア形態での名称〕（本社所在地） - 注釈」を記す。

## 北海道地方

### 北海道
- ツルハ〔ツルハドラッグ〕（札幌市東区） - ツルハホールディングス（ハピコムグループ）の中枢企業。北海道を基軸とする。東北、関東、信越、四国、九州など五六展開している。
- サッポロドラッグストアー〔サツドラ〕（札幌市北区） - 東証一部上場のサツドラホールディングスグループの中枢企業。北海道を地盤とするが、沖縄県にも出店している[1]。
- コープさっぽろ〔コープドラッグ、旧シーズドラッグ[2]〕 - コープさっぽろ店舗テナント、あるいは単独で出店。店舗数は60を超える。
- アインファーマシーズ〔アインズ、アインズ＆トルペ、アインズ＆トルペ Family〕（札幌市東区） - 北海道地盤。青森県、秋田県にも進出。アイングループの中核で調剤事業を主力とする。東証一部上場。
- サンドラッグプラス〔サンドラッグ〕（札幌市東区[3]） - サンドラッググループで、北海道内の店舗を運営している[4]。元々はフランチャイズだったが、子会社化した[5]。
- サンドラッグエース 〔エスエードラッグ、ビッグドラッグ〕（札幌市） - サンドラッグとアークスの合弁会社で[6]、系列店（スーパーアークス、ビッグハウスなど）のテナントとして入居していることが多い。元々はアークスグループのライフポートの運営だったが、エルディに合併。2016年にサンドラッグエースに移管した[7]。
- オストジャパングループ〔ドラッグセイムス〕（札幌市厚別区）- 元は道内で調剤薬局を経営する企業の持株会社で、札証アンビシャスに上場していたが、2013年5月に富士薬品の完全子会社となる。2014年10月に事業子会社を吸収合併し事業会社化すると共に、同じ富士薬品グループのモリキの北海道での事業を会社分割にて譲受し、ドラッグストア事業を開始。

## 東北地方

### 青森県
- 横浜ファーマシー〔スーパードラッグアサヒ〕（青森県北津軽郡板柳町） - 北海道（札幌市）・青森県・秋田県・岩手県・山形県。東北地盤の大手。2014年1月にカワチ薬品が完全子会社化。1店舗あたりの収益力が高いことでも知られる。
- 紅屋商事〔メガスーパードラッグ〕（青森市） - 青森県を中心にメガ、カブなど多角化した店舗形態を持つ。
- 丸大サクラヰ薬局〔ハッピードラッグ〕（青森市） - 青森県地盤。岩手県北部・秋田県北部にも展開。2017年9月にウエルシアホールディングス（ハピコムグループ）が子会社化し、ハピコムの一員となった。

### 岩手県
- 薬王堂（岩手県紫波郡矢巾町） - 岩手県地盤。東北各県に店舗を展開している。店舗数は265（平成30年11月末時点）。東証一部上場。

### 宮城県
- マツモトキヨシ東日本販売〔マツモトキヨシ・ダルマ〕（仙台市青葉区） - 2006年10月にマツモトキヨシの子会社として設立（当初はエムケイ東日本販売で、2012年4月に現社名に変更）し、翌月、岩手県に1号店をオープン。2008年7月にマツモトキヨシから北海道・東北・北関東地方の店舗を継承（2010年4月には千葉県の店舗を吸収分割によりマツモトキヨシへ継承）。現在は、東北を基盤に、北海道及び北関東に出店している。2015年10月にグループ会社のダルマ薬局を吸収合併し、「ダルマ」の運営を引き継いだ。

### 山形県
- ヤマザワ薬品〔ドラッグヤマザワ〕（山形市） - 山形県地盤。山形県・宮城県にも展開。

### 福島県
- くすりのマルト〔パワードラッグ〕（福島県いわき市） - いわき市・茨城県北部地盤。主幹企業はGMSのマルト。 - WINグループ。
- ハシドラッグ（福島県福島市） - 福島県中通り地盤。

## 関東地方

### 栃木県
- カワチ薬品（栃木県小山市） - 東北、関東、甲信越、静岡県に展開。メガドラッグ（敷地面積600m2以上）戦略で知られ、売上業界3位。サンドラッグと業務提携。東証一部上場。

### 群馬県
- クスリのマルエ〔マルエドラッグ〕（群馬県前橋市） - 群馬県ほか。元十社会メンバー。2016年5月にウエルシアホールディングスと資本・業務提携してハピコムの一員となり、2020年6月にウエルシアホールディングスが株式を追加取得したことで同社の子会社となった。

### 埼玉県
- 富士薬品〔ドラッグセイムス〕（さいたま市大宮区） - 富士薬品グループの中核。屋号はセイムスで、全国に展開している。子会社に東北セイムス、東海セイムス、西日本セイムスがある。
- セキ薬品〔ドラッグストア セキ〕（埼玉県北葛飾郡杉戸町） - 埼玉県東部地盤で店舗は県内のみのドミナント戦略。チューリップの意匠で知られる。
- エフケイ〔ドラッグエース〕（埼玉県富士見市） - 埼玉県南東部地盤。ペットショップビジネスも行っている。
- イチワタ〔ドラッグイチワタ〕（埼玉県秩父郡皆野町）

### 千葉県
- マツモトキヨシ（千葉県松戸市） - マツキヨで知られるドラッグストア業界最大手。東証一部上場。多くの企業を関連会社に収めているが、屋号の統合はあまり行っていない。マツキヨココカラ&カンパニーグループ。南関東・東海・近畿地方に展開。
- くすりの福太郎（千葉県鎌ケ谷市） - 千葉県北部、東京都地盤。調剤専門薬局も。ツルハホールディングス（ハピコムグループ）の子会社。
- 千葉薬品〔ヤックスドラッグ〕（千葉市中央区） - 千葉県地盤。元はスーパーマーケットやスポーツ用品店なども事業展開していたが、近年はドラッグ事業に専念。
- エービン〔エービン〕（千葉県成田市） - 千葉県中部、房総地盤。中堅規模のドラッグストアだが公式ウェブサイトを持っていない。

### 東京都

#### 都内23区（東京都区部）
- イーウェルネス〔キムラヤ〕（千代田区） - 首都圏に展開されていたディスカウントストアを起源としているが、2007年にヤマダ電機（現:ヤマダホールディングス）に買収された後、店舗の大半が同社による家電量販店へ転換され、2014年以降は東京都千代田区と港区に展開するドラッグストア業態へ特化されている。2015年の旧法人からの会社分割によりワイズセレクトが発足し、2021年4月に現在のイーウェルネスへ商号変更されたが、「キムラヤ」の屋号はドラッグストア業態へ特化した現在も存続されている。
- ウエルシア薬局〔ウエルシア・ハックドラッグ・金光薬品〕（千代田区）- グリーンクロスコアといいの（飯野）の合併によりウエルシア関東が誕生。高田薬局と経営統合しグローウェルホールディングス（現:ウエルシアホールディングス）を設立。但し、いいのドラッグの旧名を残す店舗（FC形式での参加）がある。2012年9月に旧:マツモトキヨシグループで提携関係にあったドラッグフジイをウエルシアホールディングスの子会社化した後で吸収合併。さらに、2014年9月に高田薬局とウエルシア関西を吸収合併し、ウエルシア関東から商号変更。これにより、営業エリアが東北地方南部から関西地方までと広範囲に展開するようになった。同年12月に埼玉県さいたま市見沼区から本社を移転。2015年12月にタキヤを吸収合併。2016年9月にCFSコーポレーションを吸収合併して同社が運営していた「ハックドラッグ」の屋号を引き継ぎ、2019年3月には一本堂を吸収合併し、中国地方にも進出。2021年9月には九州地方・四国地方に順次進出し、2022年6月に金光薬品を吸収合併した。なお、本社は東京都にあり、展開地域も広いが、旧高田薬局を基盤とする静岡県や「ハックドラッグ」の店舗が多い神奈川県が中心となっている。
- クイーンズ伊勢丹〔クイーンズドラッグ〕 - 伊勢丹グループの食品スーパー、クイーンズ伊勢丹の内テナントとして出店。法人格は2011年4月の合併により三越伊勢丹フードサービスに商号変更されたが、「クイーンズ伊勢丹」の店舗ブランドは存続。
- ケイポートドラッグマート〔ケイポート〕（品川区） - 東京都品川区・大田区・渋谷区・江東区にて展開。調剤店舗は4店舗。
- スマイルドラッグ〔ドラッグストアスマイル〕（港区） - 富士薬品グループ（子会社）。前身はヨシオカサンテ。オオタドラッグなどから店舗事業を譲受し、事業拡大。
- トモズ〔ドラッグストアトモズ〕（文京区）- 住友商事の子会社。コーエイを吸収したが、屋号もトモズで統一。近年はクスリのカツマタを統合。 - NID
- ぱぱす〔どらっぐぱぱす〕（墨田区） - 首都圏にドミナント展開。マツモトキヨシグループ（子会社）。
- ミネ医薬品〔ミネドラッグ・ミネ薬品〕（渋谷区） - WINグループ。
- 宮本薬局〔ミヤモトドラッグ〕（板橋区）-東京都・埼玉県に展開。調剤店舗は4店舗。ーNID
- 龍生堂本店〔クスリの龍生堂薬局〕（新宿区） - WINグループ。- AJD
- 山田薬品（杉並区）〔オフィス街のドラッグストア〕。統一した屋号は持っていないのが特徴。 - NID
- ユニバーサルドラッグ（北区） - 城北を地盤とする中堅ドラッグストア。ディスカウント路線から都市型路線に転換中。
- 三千里薬品商会〔渋谷・ハチ公前のくすり屋さん 三千里薬品〕（目黒区）

#### 多摩地域
- ウェルパーク（立川市） - 東京都、神奈川県、埼玉県に展開。112店舗中24店舗（2013年8月現在）は調剤併設型。母体企業はスーパーマーケットのいなげや。ハピコムグループ。
- サンドラッグ（府中市） - 業界有数の大手。関東地盤で北海道、福岡にも店舗は多い。グループ全体では北陸3県以外で展開。東証一部上場。- AJD
- くすりのダイイチ（西東京市）

### 神奈川県
- クリエイトエス・ディー〔クリエイト〕（横浜市青葉区） - 神奈川県地盤。東京都、千葉県、埼玉県、茨城県南部、静岡県、愛知県にも展開。東証一部上場。
- ココカラファインヘルスケア（横浜市港北区） - 2013年4月にココカラファイン傘下のセガミメディクスを存続会社として、スズラン薬局、セイジョー、ジップドラッグ、ライフォート、メディカルインデックスを合併し商号変更。さらに、同年10月にはくすりのえびなとコダマも吸収合併した。この為、セイジョーの本拠地であった東京都やセガミメディクスの本拠地であった大阪府を中心に、東北北部・北陸・九州南部を除く全国に広く展開する（北陸に関しては出店をしていたものの撤退）。屋号は2012年5月から統合前のグループ各社で使用していた「ココカラファイン」となるが、各社が統合前から展開していた屋号を全て継承しているため、展開している店舗ブランドも多い。マツキヨココカラ&カンパニーグループ。
- 灰吹屋薬局〔ハイフキヤドラッグ〕（川崎市高津区） － 川崎市北部地盤。創業240年の老舗薬局。
- カメガヤ〔フィットケアデポ・ミュゼドポウ〕（横浜市港北区） - 国内有数の古参企業。郊外型のフィットケアデポと都市型のミュゼドポウに分化。ビューティー事業に注力。
- 湘南薬品〔ラポール・ラボーテなど〕（神奈川県藤沢市） - 湘南地方地盤で地域の薬局、薬店などを収める。元十社会メンバー。
- サカイヤ〔サカイヤ薬局〕（横浜市）
- クスリのナカヤマ（川崎市多摩区） - 1989年7月設立。

## 北陸地方・甲信越地方

### 新潟県
- 星光堂薬局〔ドラッグトップス〕（新潟市西区） - サンドラッググループ。

### 石川県
- クスリのアオキ（石川県白山市） - 石川県地盤だったが、信越・北陸・関東・南東北・東海・近畿地方に展開した北陸の雄。ハピコムグループ。2016年11月に持株会社体制に移行し、クスリのアオキホールディングスが東証一部上場。
- コメヤ薬局〔ドラッグストアKOMEYA〕（石川県白山市） - マツモトキヨシグループと提携。

### 福井県
- ゲンキー〔ゲンキーメガドラッグストア〕（福井県坂井市） - 北陸・東海・滋賀県地盤。メガドラッグ戦略で急成長。JASDAQ上場（2011年6月東証一部へ）。

### 山梨県
- クスリのサンロード〔スーパードラッグサンロード〕（甲府市） - 山梨県地盤。現在では数少ない単独運営企業の一つ。

### 長野県
- マツモトキヨシ甲信越販売（長野市） - 甲信越・北陸地方に展開。マツモトキヨシグループ。2009年10月に健康家族がマックスを吸収合併し、商号変更。さらに、2012年1月に中島ファミリー薬局、2015年10月にイタヤマメディコ、2020年4月に示野薬局とグループ会社を順次吸収合併した。なお、店舗ブランドは「マツモトキヨシ」の他に、旧法人が使用していた店舗ブランド（「ファミリードラッグ」・「シメノドラッグ」など）も継承しているため、複数存在する。マツキヨココカラ&カンパニーグループ。
- モリキ〔アメリカンドラッグ・ドラッグセイムス〕（飯山市） - 長野県北部地盤。長野県、新潟県、富山県、石川県に展開。富士薬品グループ（子会社）。
- コスコ〔ドラッグコスコ〕（松本市）
- とをしや薬局〔ドラッグとをしや〕（安曇野市） - 長野県中西部地盤。

## 東海地方

### 岐阜県
- 中部薬品〔Vドラッグ〕（岐阜県多治見市）- 岐阜県・愛知県を中心に近辺府県に展開。バローホールディングスのグループ企業。
- ユタカファーマシー〔ドラッグユタカ〕（岐阜県大垣市） - 岐阜県、滋賀県、京都府を中心に近辺府県に展開。 - 富士薬品グループ。

### 静岡県
- 杏林堂薬局〔杏林堂〕（静岡県浜松市）- 静岡県地盤。中小規模の店舗からメガドラッグ店舗まで幅広く展開。2016年に杏林堂グループ・ホールディングスが設立されて同社の子会社となったが、2017年9月に杏林堂グループ・ホールディングスがハピコムの一員であるツルハホールディングスの子会社となったことで、ツルハグループ並びにハピコムの一員となる。

### 愛知県
- スギ薬局〔ドラッグスギ〕（愛知県大府市） - 中京圏地盤。持株会社のスギホールディングスは、連結売上高で業界全国第6位（2022年現在）。かつてイオン・ウエルシア・ストアーズグループの一員だったことがあるが現在は脱退。東証一部上場。2008年9月にスギホールディングス株式会社を設立。
- スギヤマ薬品〔ドラッグスギヤマ〕（名古屋市千種区） - 愛知県地盤。岐阜県、三重県にも展開。
- アインメディオ〔アインズドラッグ・ナイスドラッグ〕（名古屋市東区） - アインファーマシーズ子会社。2009年10月1日、リジョイス薬局を吸収合併しアイン東海から商号を変更。
- アマノ〔アマノドラッグ〕（名古屋市中区） - 名古屋駅・栄付近に集中的に出店するが、郊外型店舗も存在。かつては写真用品店（カメラのアマノ）も兼営していたが分社化した。
- ビー・アンド・ディー〔B&Dドラッグストア〕（愛知県春日井市） - B&DとはBOOK&DRUGで、かつては書店販売事業も行っていた。2018年5月に親会社のビー・アンド・ディーホールディングスがツルハホールディングス（ハピコムグループ）の子会社となったことでツルハグループの一員となり、ハピコムに加盟。2020年5月に親会社であったビー・アンド・ディーホールディングスを吸収合併したことでツルハホールディングスの直接子会社となった。
- 明治堂薬品　-マツキモヨキヨシとフランチャイズ契約。
- ヤナセ薬局〔ヘルスバンク〕 - 杉浦薬品の屋号、ヘルスバンクと同一だが、別企業である。

### 三重県
- 東海セイムス〔ドラッグセイムス・ドラッグストアレモン･ドラッグモリヤマ･スーパードラッグキリン〕 - 富士薬品子会社の3企業を合併させ、存続会社としたもの。本社は旧:森山薬局に位置する。

※なお、調剤大手のメディカル一光は三重県津市に本社を置く（ドラッグストア事業は未着手）

## 近畿地方

### 京都府
- シミズ薬品〔ドラッグダックス〕（京都市下京区） - 京都府南部のみのドミナント戦略。以前はマツモトキヨシグループだったが、2008年9月からはハピコムグループに移行。2015年3月にウエルシアホールディングスの子会社となる。
- 光〔ドラッグランドひかり〕（京都市上京区） - 京都府南部地盤。ひかりグループというグループを作っているが、ドラッグ業界の中では数少ない単独経営。
- 内山薬品〔佐々木薬局・ドラッグささき〕（舞鶴市） - 舞鶴市に3店舗、福井県大飯郡高浜町に1店舗を経営している。

### 大阪府
- コクミン〔コクミン・コクミンドラッグ・シルク･シティドラッグ〕（大阪市住之江区） - かつては大手の一角で、業界有数の老舗。市街地立地の中小店舗が主となっていたため、近年は高級志向の都市型店舗も注力し、路線転換を図っている。現在は売上で16位。WINグループの中核だったが、2022年6月にウエルシアホールディングスと資本業務提携を締結し、同社の子会社となった。
- キリン堂(大阪市淀川区) - 大手の一角で府内企業売上一位。大阪府地盤。和歌山県中～南部のドラッグキリン（富士薬品グループ）とは無関係。東証一部上場。
- ダイコク〔ダイコクドラッグ〕（大阪市中央区） - 大阪府地盤で全国に展開し、売上もコクミンを凌ぐ。ディスカウント戦略で知られる。
- 協和商事〔オーエスドラッグ〕（大阪府東大阪市） - 大阪府地盤で関東にも展開。中心街立地でのディスカウント戦略が特徴。2003年から2023年まで富士薬品グループに属していた。
- ミックジャパン〔ミックファーマシー〕（大阪市淀川区）- 大阪府東部、兵庫県阪神地区、京都府に展開。経営陣が過去3度交代している（創業一族→ワールド・ロジ→現在）。エムアイケーから社名変更。庶民派のディスカウント店が多い一方、都市型店舗も展開する。
- ヒグチ産業〔薬ヒグチ〕（東大阪市／東京都中野区） - 「目標1327店！」のフレーズで関西・関東に展開。市街地に多く立地し、中小店舗が多い。かつては500店舗を数えたが、現在は半減している。2015年4月、ファミリーマート、ファーマライズと共に合弁化し店舗整理を実施。商号消滅と共に”ヒグチファーマライズとして再スタートを切る。
- 奈良ドラッグ〔エムズドラッグ〕（本社：大阪市城東区） - 医薬品卸大手大木ヘルスケアホールディングスの子会社。元々、本社は東京都中央区だったが、開発拠点近くに本部から本社に転換。奈良県を地盤に展開。
- ケアーズ〔ケアーズドラッグ〕（大阪府高槻市） - 大阪府北部、北摂・北河内地方と京都府南部地盤。元の社名はダイコク薬品。
- アカカベ〔ドラッグストアアカカベ〕（大阪府大東市） - 大阪府東部、河内地方地盤。奈良県北部にも進出。
- 共栄ファーマシー〔共栄薬局〕（大阪府豊中市） - 阪急電鉄沿線地盤。札幌市に本社を置くファーマホールディングの子会社。調剤メインだが、なのはなドラッグというドラッグストア事業も展開している。
- シグマ薬品〔スーパードラッグシグマ〕（大阪府八尾市） - 河内地方地盤。
- テイコク製薬社〔ファーマシーテイコク〕（大阪市）

### 兵庫県
- ナガタ薬品〔アルカスーパードラッグ〕（神戸市須磨区）-神戸市・東播磨地域地盤。群馬に存在したナガタ薬局とは無関係。
- ニッショードラッグ〔ドラッグストアサーバ〕（神戸市東灘区） - 兵庫県南東部地盤。キリン堂の子会社。
- ニシイチドラッグ〔ニシイチドラッグ〕（兵庫県尼崎市） - 阪神地域が地盤。
- ゴダイ（兵庫県姫路市） -播磨地方、県北、京都府北部地盤。ゴダイとは五大（五大器官や五大臓器といった人体の全て）を表している。
- 勝原薬局〔かつはら薬局〕 - 西播磨地域地盤。

### 奈良県
- ファーマシー木のうた（奈良市） - 奈良県北西部地盤。

### 和歌山県
- 廣甚〔ドラッグエバグリーン〕（和歌山県有田郡湯浅町） - 大阪府南部、和歌山県地盤。関連会社にGMSを運営する廣岡があり、生鮮食品や酒類を扱う店舗も多い。メガドラッグを中心に和歌山、大阪、奈良に店舗展開を実施。

## 中国地方

### 鳥取県
- あみはま薬局〔ドラッグストアエース〕（鳥取市）
- いない〔ドラッグ171〕（倉吉市） - ホームセンター事業を運営するいないが運営するドラッグストア業態。
- イヌイ（鳥取市）

### 岡山県
- マツモトキヨシ中四国販売〔マツモトキヨシ・くすりのラブ〕（岡山市南区） - 2012年10月にマツモトキヨシから中国地区（山口県・島根県を除く）・四国地区・兵庫県姫路市の直営店舗の運営を新設分割によって設立。同時にグループ会社のラブドラッグスを当社の傘下に収めた。また、2014年4月にはグループ会社のモリスリテール株式会社を吸収合併し、同社が運営していた店舗を引き継いだ。2015年10月に子会社のラブドラッグスを吸収合併し、同社が運営していた「くすりのラブ」の運営を引き継いだ。マツキヨココカラ&カンパニーグループ。
- ザグザグ（岡山市中区） - 岡山県地盤。香川県・広島県・兵庫県にも進出。アニメーションを使ったユニークなCMで知られる。2012年7月にイオンと業務提携し、ハピコムに加盟。2017年2月にドラッグストアモリの親会社であるナチュラルホールディングスの子会社となった。

### 広島県
- ツルハグループドラッグ&ファーマシー西日本（広島市中区）〔ツルハドラッグ・ウォンツ・ドラッグストアウェルネス〕 - 2015年8月に広島県地盤で中国地方トップのハーティウォンツが鳥取県・島根県地盤で山陰地方トップのウェルネス湖北を吸収合併して商号変更。両社が使用していた屋号はそのまま店舗ブランドとして継承した。ツルハホールディングス（ハピコムグループ）子会社。なお、両社の合併により中国地方地盤になったが、ウォンツは福岡県にも、ドラッグストアウェルネスは兵庫県にもそれぞれ展開しているほか、福岡県内の「ツルハドラッグ」も運営している。
- ププレひまわり〔スーパードラッグひまわり〕（福山市） - 広島県東部～岡山県西部地盤。2021年12月にウエルシアホールディングスと資本業務提携を締結し、同社の子会社となったが、ハピコムへは加盟せず、現行体制が維持されている。

### 山口県
- 岩崎宏健堂〔クスリ岩崎チェーン〕（山口県周南市） - 山口県地盤。徹底したドミナント戦略。2013年11月にココカラファインの子会社となる。

## 四国地方

### 徳島県
- アクサス〔ドラッグチャーリー〕（徳島県徳島市）-徳島県、香川県地盤。デコール（旧ナカイ、ホームセンター中堅）などと共に事業譲受。大阪にも展開しオシャレな店舗でチャーリーとアクサス（雑貨を含めたバラエティショップ）を広域に展開している。
- キョーエイ（名西郡） - 地元地盤のGMSだが、ドラッグ事業に注力。専門的にドラッグを扱う店舗もあった。

### 愛媛県
- レデイ薬局〔レデイ〕（愛媛県松山市） - 愛媛県、香川県地盤でその他、徳島・高知・広島・山口・岡山[注 1]に店舗展開する中四国最大級のドラッグストアチェーン。WINグループ中核の一社。フジと提携。メディコ21の店舗を吸収合併したため、店舗数は198に上る。その後、WINグループを離れ、2015年10月にハピコムグループの一社であるツルハホールディングスの子会社となった。
- 大屋〔ドラッグストアmac〕（愛媛県西条市） - サンドラッググループ。

### 高知県
- よどや〔よどやドラッグ〕（高知市） - 2020年3月にウエルシアホールディングスの子会社となり、ハピコムに加盟した。
- 西日本セイムス〔ドラッグササオカ・ドラッグコスモ21・ドラッグセイムス〕（高知市） - 高知県、鹿児島県地盤。富士薬品グループだが、ライオンドラッグを除いて、店名は旧社名のものを用いている。

## 九州地方

### 福岡県
- コスモス薬品〔ドラッグストアコスモス〕（福岡市博多区） - 九州地盤であるが、関東～中四国地方（長野県を除く）も幅広く展開。九州地方最大手。東証一部上場。創業地は宮崎県。EDLP戦略で急成長。小商圏に大型店を展開する。PB商品開発にも注力している。1994年に業界に先駆けてポイントカードを導入したものの、2003年5月に廃止し、EDLPへ路線転換。その後普及した電子マネーやQR・バーコード決済もEDLPを維持するため一切導入せず、特売を最小限にとどめているのが特徴。
- 大賀薬局（福岡市中央区） - 福岡市近郊拠点。都市型店舗を主力に展開。元十社会メンバー。
- 新生堂薬局〔ドラッグ新生堂〕（福岡市南区）- 福岡県地盤。
- ドラッグイレブン（大野城市） - 九州地盤、創業地は鹿児島県。ウエルシア関西の旧法人名であったイレブンとは無関係。2020年5月にツルハホールディングスが九州旅客鉄道（JR九州）から株式の一部を取得し、ツルハホールディングスの子会社並びにJR九州の持分法適用関連会社となり、2021年5月16日に2012年7月以前の社名であったドラッグイレブンへ回帰された。
- サンキュードラッグ（北九州市門司区） - 北九州・下関地盤。愛知県のサンキュードラッグ（阿久比町）とは無関係。
- ドラッグストアモリ（朝倉市） - 北九州地盤。九州・沖縄を中心に山口県・愛媛県・徳島県・宮城県にも展開。2013年8月にナチュラルからドラッグストアモリへ商号変更された。
- くすりのコーエイ〔ドラッグコーエイ〕（田川市） - 筑豊地方地盤。
- 大信薬局〔くすりの大信・くすりのフタバ・くすりのさかもと・大信薬舗〕（北九州市小倉北区） - 福岡県北九州市を中心にくすりの大信、くすりのフタバを展開し、鹿児島県を中心にくすりのさかもとを展開している。大信薬舗は九州地方以外にも、沖縄県、京都府、静岡県、山梨県、富山県に展開している。
- マツモトキヨシ九州販売 〔マツモトキヨシ・ミドリ薬品〕（福岡市博多区） - マツモトキヨシグループ。2012年4月1日にマツモトキヨシから沖縄県を除く九州地区と山口県の直営店舗をミドリ薬品が譲受、同時に商号を変更。ミドリ薬品の屋号は存続。2012年10月に本社を福岡県に移転したが、旧:ミドリ薬品の本社所在地だった鹿児島県が基盤である。マツキヨココカラ&カンパニーグループ。
- 江頭エーザイ（福岡県大川市） - 大川市に本店の1店舗、佐賀県佐賀市に諸富店の1店舗を経営。本店では、生鮮食品を幅広く販売していた。2020年5月に本店がツルハグループドラッグ&ファーマシー西日本へ事業譲渡され、「ツルハドラッグ江頭エーザイ店」となった為、諸富店のみの展開となる。

### 佐賀県
- ミズ〔溝上薬局/ドラッグストアMIZplus〕（佐賀市） - 調剤薬局に注力し、中小規模の店舗が多い。

### 大分県
- 九州セイムス〔ドラッグセイムス・くすりの鶴見堂・スーパードラッグノザキ・コスモ21・救命堂〕（大分県大分市） - くすりの鶴見堂がノザキ薬品を合併し、西日本セイムス九州事業部(旧コスモ21)が経営譲渡されたことにより、設立された。
- ファンメディカル〔コスメドラッグファン〕（大分県佐伯市）

### 熊本県
- 同仁堂〔ドラッグハーズ・ドラッグアトハーズ〕（熊本市） - 熊本県地盤。業界有数の老舗だが、近年はメガドラッグ戦略も。
- 下川薬局〔ドラッグシモカワ〕（熊本市） - 熊本県地盤。地元MSマルミヤストアからドラッグ事業を譲受。
- ロッキー〔ディスカウントロッキー〕（熊本市） - ディスカウントストアだが、関連会社の竹下薬品がテナントに入っており、ドラッグ事業に本格着手している。

## 沖縄地方

### 沖縄県
- ふく薬品（那覇市） - 沖縄県地盤。県内ではドラッグイレブンに次ぐ店舗数。
- サンエー〔マツモトキヨシ〕（宜野湾市） - 沖縄県で多くの企業のフランチャイズを手掛けているが、「マツモトキヨシ」のフランチャイズ店舗を沖縄県内で展開している。
- 金秀商事〔ツルハドラッグ〕（中頭郡西原町） - 沖縄県で企業のフランチャイズを手掛けているが、「ツルハドラッグ」のフランチャイズ店舗を沖縄県内で展開している。
- イオン琉球〔イオンドラッグ〕（島尻郡南風原町） - 沖縄県におけるイオングループの店舗を運営しているが、2018年4月より「イオンドラッグ」の店舗ブランドでドラッグストア事業を行っている。

## かつて存在した企業
- スズラン薬局〔クスリのスズラン〕（北海道小樽市） - 札幌、小樽、函館を中心に店舗展開を行う中堅。調剤、都市型店舗に注力。元十社会メンバー。2011年10月にココカラファインの完全子会社となり、2013年4月に他のグループ会社と共にココカラファインヘルスケア（旧・セガミメディクス）へ統合。「くすりのスズラン」の屋号は存続される。
- ダルマ薬局〔ダルマ〕（宮城県仙台市青葉区） - 宮城県ほか。十社会の一員だったが、2012年5月にマツモトキヨシホールディングスが株式を取得し完全子会社化。2015年10月にマツモトキヨシ東日本販売へ統合。「ダルマ」の屋号は一部店舗で存続(吸収合併と前後してはマツモトキヨシブランドへ転換した拠点も存在)。
- エスロード〔ドラッグセイムス〕（山形県酒田市）- 2014年7月に富士薬品傘下となり、屋号も「ラパス」および「生活館」から、ドラッグセイムスに業態転換。2016年5月に東北セイムスと合併して解散。
- 倉持薬局〔ドラッグストアクラモチ〕（茨城県坂東市） - 茨城県。カワチ薬品の子会社であったが、2014年3月にカワチ薬品が吸収合併。屋号は存続。
- コヤマ薬局（茨城県水戸市） - 2015年10月1日付けで、ファーマホールディンググループの事業会社である株式会社サンメディックと合併して社名消滅。
- 寺島薬局〔Drugてらしま〕（茨城県つくば市） - 茨城県・栃木県・福島県・長野県ほか。介護事業に注力。ウエルシア関東（ウエルシアホールディングス傘下、現・ウエルシア薬局）が買収し子会社化。同県南部で展開していたママダのドラッグ事業（ドラッグママダ）とダイユーエイト関連会社が郊外に展開してたドラッグ事業（ドラッグエイト）を譲受。2013年3月にドラッグストア事業をウエルシア関東へ事業譲渡したが、介護事業に特化した同社の完全子会社として法人格は存続、2014年5月にウエルシア介護サービスに商号変更。
- ナガタ薬局〔ドラッグストアーナガタ〕（群馬県太田市） - 群馬県・埼玉県北部。ウエルシア関東（ウエルシアホールディングス傘下）の子会社だったが、2010年吸収合併により企業消滅。
- ジャストドラッグ〔ジャストドラッグ・ドラッグライズ〕（群馬県館林市） - 栃木県、群馬県ほか。 - 富士薬品グループで、ホシノ〔ジャストドラッグ〕とライズ〔ドラッグライズ〕の合併により誕生。2010年群馬県の店舗は関東セイムス、新潟県の店舗はモリキに移譲され、企業消滅。屋号の「ジャストドラッグ」、「ライズ」は存続。
- シバタ薬品（群馬県桐生市） - 富士薬品グループ（子会社）だったが、関東セイムスに吸収。
- 飯塚薬品〔ドラッグスギ〕（群馬県前橋市） - 群馬県・埼玉県ほか。スギ薬局と事業統合し、屋号もイイズカ薬品からスギ薬局、ドラッグスギに転換。2011年吸収合併により企業消滅。
- ABCドラッグ〔ドラッグJP／ABCドラッグ〕（埼玉県狭山市） - 埼玉県南西部地盤。2012年セイジョーにより買収され企業消滅（現ココカラファインヘルスケアへ）。
- 篠田薬局〔ヘルシードラッグポッポちゃん〕（埼玉県三郷市） - 富士薬品子会社。事業を完全売却。屋号は一部店舗にて存続するが、残りはドラッグセイムスに業態変更。
- トウブドラッグ（埼玉県越谷市） - マツモトキヨシグループの子会社であったが、2016年10月にドラッグストア事業をマツモトキヨシに承継した上でマツモトキヨシファーマシーズに吸収合併。
- アイロムロハス〔ヒノミドラッグ･ウィング湘南〕（東京都品川区） - ヒノミ薬品、ウィング湘南からドラッグ事業を譲受。サプリメント専門店のファルマルシェも展開。 - NID
- 一本堂〔ウエルシア〕（東京都荒川区） - AJD・WINグループ。都市型の小型店舗が主流。いわいから16店舗を譲り受けたこともある。2018年3月1日にウエルシアホールディングス株式会社の子会社となり、ハピコムの一員となった後、店舗ブランドを順次「ウエルシア」に転換。2019年3月にウエルシア薬局へ吸収合併された。
- いわい〔ドラッグストアいわい〕（東京都文京区） - 東京都内地盤で、都内最古参だったが、近年は店舗の一部を一本堂に売却するなどテコ入れが進んでいた。2010年に事業をセイジョーに譲渡し企業消滅。屋号は継続して使用。
- サクラドラッグ〔サクラドラッグ〕（東京都千代田区） - 神奈川の企業、クラフトのドラッグ事業をツルハが事業譲受し、子会社設立したもの。2011年5月にツルハに吸収合併され、店舗ブランドも順次「ツルハドラッグ」に屋号変更した。
- シブヤ薬局〔bigドラッグ〕（東京都清瀬市） - 東京都西武沿線を中心に展開していた。2009年セイジョーに吸収合併。
- セイジョー（東京都府中市） - 東京都、神奈川県地盤。WINグループの中核。ココカラファイン傘下。2013年4月に他のグループ会社と共にココカラファインヘルスケア（旧・セガミメディクス）へ合併。「セイジョー」の屋号は存続。
- テン・ドラッグ（東京都足立区） - アイロムロハス入り。
- ニュードラッグ（東京都新宿区）- AJD。クリエイトSDに吸収合併。
- ドラッグストアバイゴー（東京都青梅市） - 多摩、埼玉県西部地盤でバイゴーとは梅郷のこと。2013年10月、富士薬品に吸収合併されたが、屋号は存続。
- 信陽堂薬局〔信陽堂ドラッグ〕（千葉県鴨川市） - 後継者不足による人事倒産により、店舗をツルハに譲渡（1店舗は地元企業のダイサンに譲渡）。後に廃業。
- ドラッグ･オゾン（千葉県市川市） - 富士薬品グループ子会社。2014年4月株式会社スマイルドラッグと合併。
- クスリのカツマタ〔クスリのカツマタ〕（神奈川県川崎市） - 東急沿線地盤。古くからの中小店舗が多い。2010年1月1日、住商ドラッグストアーズと業務統合。
- CFSコーポレーション〔ハックドラッグ〕（神奈川県横浜市港北区） - 静岡県、神奈川県地盤。本社を静岡県三島市からキミサワがあった神奈川県横浜市に移転。ハピコムの一員であった。2015年9月にウエルシアホールディングスの完全子会社となり、2016年9月1日にウエルシア薬局へ吸収合併されたが、「ハックドラッグ」の屋号は存続。
- 仁天堂〔ジンテンドー〕（神奈川県平塚市）- リバース（ツルハのFC経営）に吸収。
- リバース（神奈川県川崎市） - ツルハのFC店舗を関東地方に展開する（元はリバースという店舗を出店していた）。
- イタヤマメディコ（山梨県甲府市） - 山梨県地盤。マツモトキヨシグループ。2015年10月にマツモトキヨシ甲信越販売へ吸収合併。合併時点では「イタヤマメディコ」の屋号は存続されていたが、現在は消滅している。
- 薬のタムラ- 富士薬品グループ。モリキが事業管轄。屋号は存続。
- ナカヤ- ウエルシア関東に吸収合併。
- コダマ〔クスリのコダマ〕（新潟市西区） - 新潟県地盤で地元一番店。WINグループ。2012年11月にココカラファイン傘下となる。2013年10月にココカラファインヘルスケアに吸収合併され法人格は消滅したが、「クスリのコダマ」の屋号は存続。
- 示野薬局〔シメノドラッグ・マツモトキヨシ〕（石川県金沢市） - 石川県、富山県、岐阜県飛騨地盤。2013年12月に株式譲渡によるマツモトキヨシホールディングスの完全子会社化により、マツモトキヨシグループ入りする。また、一部店舗は「マツモトキヨシ」の屋号も使用を開始している。2020年4月にマツモトキヨシ甲信越販売へ吸収合併。
- ドラッグフジイ（富山県高岡市） - 富山県地盤。マツモトキヨシグループに属していたが、グループを離れ、ウエルシア関東（現・ウエルシア薬局）と業務提携してハピコム入りし、店舗ブランドを「ウエルシアフジイ」に変更していた。2012年9月にウエルシア関東（現・ウエルシア薬局）に吸収合併され法人格消滅。
- 中島ファミリー薬局〔ドラッグナカジマ〕 - 2012年1月にマツモトキヨシ甲信越販売に吸収。屋号は存続。
- 東海（岐阜薬局）〔岐阜薬局/エルドラッグ〕（岐阜県岐阜市） - 医薬品販売業「東海」が経営していたが、2004年、ドラッグストア部門（岐阜薬局）を分社化し営業権譲渡。2007年、東海及び岐阜薬局破産。一部店舗はレモンが引き継いだ。経営者は上記のもう一方の岐阜薬局の経営者のきょうだい。高島屋前岐薬による岐阜薬局は、「岐阜薬局○○店」呼ぶのに対して、○○岐阜薬局と呼んだ。（例:岐阜薬局長良店/長良岐阜薬局）
- 丸善薬局（静岡県静岡市）- 高田薬局に吸収され消滅。
- くすり自然堂（静岡県静岡市） -静岡市地盤。マツモトキヨシにより買収され現状は屋号消滅。一部店舗は”マツキヨ”として現存。
- ウイステリア〔ウイズ〕（静岡県富士市） - 1986年に創業。富士市・富士宮市を中心に店舗を展開していた。1997年にハックキミサワ（現・CFSコーポレーション）と資本業務提携したが、翌1998年に吸収合併された。暫くは「ウイズ」の屋号を継続していたが、最終的に「ハック」に統合された。
- 高田薬局〔ウエルシア〕（静岡県静岡市葵区） - マツモトキヨシグループ当初からの会員だったが業務提携を解消。2008年9月にウエルシア関東と経営統合、共同持株会社グローウェルホールディングス（現・ウエルシアホールディングス）を設立。2014年にこれまで使用していた「ウインダーランド」を「ウエルシア」に順次屋号変更した後、同年9月にウエルシア関西と共にウエルシア関東へ吸収合併され、ウエルシア関東はウエルシア薬局に商号変更した。
- 杉浦薬品〔ドラッグストアヘルスバンク〕（愛知県江南市） - 愛知県北部地盤。岐阜県にも展開。マツモトキヨシグループに属していたが、2016年10月にマツモトキヨシへ吸収合併。ヘルスバンクという店名は豊田市のドラッグストア、ヤナセ商事も使用しているが、当社とは無関係。
- サンドラッグ東海〔サンドラッグ〕（愛知県名古屋市）。元は名古屋市地盤の中堅ドラッグストア「清水ドラッグストアー」。倒産後、サンドラッグが救済し、太陽キャピタルを存続会社としたが改称。屋号もサンドラッグに変更された。2013年8月本体であるサンドラッグにより吸収合併され消滅。
- トーチ〔健康館〕（愛知県名古屋市） - 2016年12月末をもって全店閉店。一部跡地は東海セイムスになっている。
- ジップドラッグ（愛知県名古屋市西区） - シーズアンドアーパス、白沢ドラッグ、東洋薬局の三社が合併して誕生。元十社会の中核企業で業界有数の大手。2010年10月にアライドハーツ・ホールディングスとココカラファイン ホールディングスが統合し、ココカラファイン傘下に。店舗名を統一せず、多くの屋号をそのまま残している。また、2013年4月に他のグループ会社と共にココカラファインヘルスケア（旧・セガミメディクス）に統合したが、ジップドラッグで展開していた屋号は全て継承されている。
- シーズアンドアーパス（愛知県豊橋市）- 豊橋市界隈を地盤とするアーパスと浜松市でファミリードラッグシーズを展開していたヤマモト薬局の対等合併により誕生。後に合併し、ジップドラッグとなる。
- 白沢ドラッグ（愛知県安城市） - 名古屋市、東三河界隈を地盤とする中堅だった。後にジップドラッグとなる。
- スパーク〔ツルハドラッグ〕（愛知県春日井市） - 元はドラッグスパークで展開していたが、ツルハグループになってから2008年に屋号を「ツルハドラッグ」に変更。2013年8月にツルハへ吸収合併され法人格が消滅した。
- レモン〔ドラッグストアーレモン〕（愛知県東海市） - 愛知県を中心に岐阜県にも展開していた。富士薬品グループで東海セイムスに経営統合。
- 森山薬局〔ドラッグモリヤマ〕（三重県松阪市） - 三重県地盤で、和歌山県南東部にも進出していた。富士薬品グループ（子会社）で東海セイムスに経営統合。
- 松ノ木薬品〔マツノキ〕（京都市北区） - 京都府南部と滋賀県南西部地盤。2009年8月16日に親会社のライフォートに吸収合併。屋号は継続。
- ホップスドラッグ（京都市西京区） - 松ノ木薬品に吸収合併され、更に松ノ木薬品がライフォート子会社に。京都府と滋賀県南西部地盤。屋号は継続。
- 太陽堂〔ドラッグストアー太陽堂〕（京都府舞鶴市） - 調剤薬局を舞鶴市に2店舗、ドラッグストアを舞鶴市に4店舗、宮津市に1店舗、福井県小浜市に1店舗を展開している。2020年3月に富士薬品の完全子会社化。2021年10月ユタカファーマシーに吸収合併。
- ウエルシア関西〔ウエルシア〕（大阪府堺市南区） - 大阪府南部、南河内・和泉地方地盤。和歌山県、三重県、兵庫県にも進出。九州拠点のドラッグイレブンとは無関係。2010年3月に株式交換によりグローウェルホールディングス（現・ウエルシアホールディングス）の子会社となり、ハピコムへ加入。2012年9月に商号変更した。2014年に「スーパードラッグイレブン」から「ウエルシア」に順次屋号変更し、同年9月に高田薬局と共にウエルシア関東に吸収合併され、ウエルシア関東はウエルシア薬局に商号変更した。
- セガミメディクス〔ドラッグセガミ・パワードラッグワンズ〕（大阪府大阪市中央区） - 大手の一角。関西～山陽地方基盤だが、関東・四国・九州地方にも出店。WINグループの中核。ココカラファイン傘下。2013年4月に他のグループ会社を合併してココカラファインヘルスケアとなったが、「ドラッグセガミ」や「パワードラッグワンズ」の屋号は存続される。
- 弘陽薬品〔コーヨードラッグ〕（大阪府大阪市生野区）- マツモトキヨシグループ。2017年4月1日付でマツモトキヨシへ吸収合併。
- タキヤ〔ウエルシア〕（兵庫県尼崎市） - ハピコムグループの関西拠点。当初は「ウエルシア」の屋号を用いていたが、後に「TAKIYA」の屋号に統一されていた。2015年3月にウエルシアホールディングスの子会社となり、その後、屋号を「ウエルシア」に戻した。同年12月に同じウエルシアホールディング傘下のウエルシア薬局へ吸収合併された。
- モリスリテール（兵庫県高砂市） - 兵庫県南部、播磨地方地盤。モリスのドラッグ事業は1995年に開始し、通販が著名であった。2009年に会社分割によってモリス子会社のモリスリテールに継承され、2012年10月にモリスからの株式譲渡によってマツモトキヨシホールディングスの子会社となった。2014年3月にネット通販事業をマツモトキヨシに継承し、マツモトキヨシ中四国販売へ吸収合併。屋号も「マツモトキヨシ」に変更し、店舗・法人格ともに消滅した。
- ライフォート（兵庫県尼崎市） - 兵庫県、大阪府北部（北摂・北河内地方）、山陰両県地盤。マルゼンと神薬堂の合併で誕生。後に松ノ木薬品を吸収合併。神奈川県や東京都23区にも店舗あり。解散した十社会の中核。2010年10月にアライドハーツ・ホールディングスとココカラファイン ホールディングスが統合し、ココカラファイン傘下に。屋号を統一しない主義で、神戸地盤のライフォート、大阪地盤で前身企業の一つであったマルゼン、兵庫・鳥取を地盤とする神薬堂（シンヤクドー）、京都を地盤とする松ノ木薬品（マツノキ、ホップスドラッグ）などの屋号が残存する。2013年4月にほかのグループ会社と共にココカラファインヘルスケア（旧・セガミメディクス）へ統合されたが、ライフォートが展開していた屋号は全て存続される。
- ウエダ薬局〔ドラッグストアはーと＆はーと〕（和歌山県海南市） - 和歌山県北部地盤。WINグループだが、ツルハホールディングスとエリアフランチャイズ契約を結んでいた。2013年にツルハホールディングスの完全子会社となり、さらに同じく子会社であるツルハに吸収合併された。
- ドラッグストアキリン〔スーパードラッグキリン〕（和歌山県御坊市） - 和歌山県中南部地盤。富士薬品グループ（子会社）で東海セイムスに経営統合。
- ラブドラッグス〔くすりのラブ〕（岡山県岡山市南区） - 岡山県地盤。マツモトキヨシグループ。2012年10月にマツモトキヨシ中四国販売の子会社となり、2015年10月に同社へ吸収合併。「くすりのラブ」の屋号は存続される。
- 金光薬品（本社:岡山県岡山市北区/本部:岡山県倉敷市） - 倉敷市、岡山市にドミナント展開。2009年にセガミメディクス（現・ココカラファインヘルスケア）と業務提携していたが、2019年6月にウエルシアホールディングスの子会社となりハピコムへ加盟した。なお、ウエルシアグループの傘下店舗で導入されているTポイントはウエルシアホールディングスによる子会社化前の2013年より導入されていた。2022年6月にウエルシア薬局へ吸収合併され、同社の屋号の1つとして組み込まれた。
- キリン堂薬局（広島県福山市） - 広島県を地盤に展開。関西地盤のキリン堂、東海セイムスが展開するスーパードラッグキリンとはいずれも無関係。ポプラの子会社であったがザグザグに営業譲渡され屋号消滅。
- ウェルネス湖北〔ドラッグストアウェルネス〕（島根県松江市） - 山陰地盤で山陰トップ。旧WINグループで、後にツルハホールディングス（ハピコムグループ）の子会社となった。2015年8月にハーティウォンツへ吸収合併され、同社はツルハグループ ドラッグ&ファーマシー西日本に商号変更した。なお、「ドラッグストアウエルネス」の屋号は合併後も存続する。
- ジュンテンドー〔ドラッグサンデーズ〕（島根県益田市） - 本業はホームセンターで業界中位の規模だが、中国地方山間部を中心にドラッグストアも展開していた。2019年2月にウエルシア薬局へ事業譲渡したことでドラッグストア事業から撤退した。
- 國廣薬品〔DRUX KAZU〕（山口県山陽小野田市） - 山口県地盤。セガミメディクスに吸収合併されたが、ドラックスKAZUの屋号は残っている。
- ジェイドラッグ（本社は大阪府吹田市だが全店舗が香川県内） - キリン堂グループ、旧キタムラグループ。2012年にニッショードラッグに合併され法人格消滅。屋号だけが残っていたが2017年8月31日に最後の1店舗が閉店し、屋号としても消滅した。
- メディコ21（愛媛県松山市） - 愛媛県地盤。かつてはフジ子会社であったが2008年9月1日に同じ松山市に本社を置くレデイ薬局の完全子会社となり、2010年9月1日に吸収合併された。メディコ21の屋号は存続。
- かもめ（ドラッグストア）〔ファミリードラッグかもめ〕（高知県高知市） - 高知県地盤。元十社会メンバー。2013年10月：株式会社ツルハホールディングスへ26店舗のうち14店舗を事業譲渡し、特別清算という形で消滅。
- くすりの鶴美堂（福岡県北九州市戸畑区） - 大信薬局の子会社だったが、2013年富士薬品により買収（完全子会社）。
- ウエダ薬品〔スーパードラッグウエダ〕（大分県別府市） -　大分県にチェーン展開して最大16店を有していたが、2013年事業停止。
- ノザキ薬品〔スーパードラッグノザキ〕（大分県大分市） - 大分県地盤。富士薬品グループ。2014年6月株式会社くすりの鶴美堂（現九州セイムス）に吸収合併された。屋号は残っている。
- 救命堂〔くすりの救命堂〕（宮崎県日向市） - 宮崎県北部地盤。2017年2月、富士薬品が全株式を取得し、子会社化。2018年4月に九州セイムスと合併した。
- サウスウエスト - ふく薬品に転換。